# Crossophora semiota
Crossophora semiota är en fjärilsart som beskrevs av Edward Meyrick 1883. Crossophora semiota ingår i släktet Crossophora och familjen praktmalar, Oecophoridae. Inga underarter finns listade i Catalogue of Life.